# Gustav Adolph Honnens
Gustav Adolph Honnens (17. november 1832 i Randers - 28. juni 1906 i Randers) var dansk herredsfoged.
Han var søn af ritmester senere generalløjtnant Johan Johnsen von Honnens og hustru Juliane Marie Arnestorff.
Han gjorde karriere i det danske statsapparat. Først som fuldmægtig under ministeriet for Hertugdømmet Slesvig, dernæst som herredsfoged i Ribe Herred. Herefter blev han byfoged i Randers og fra 1881 i stedet herredsfoged for Rougsø, Sønderhald og Ø. Lisbjerg herreder.
Gustav Honnens var gift med Jenny Jensine Elisabet f. Mixell, og de havde tre børn:
1. John Thyge Frits Honnens (ca. 1865 i København)
2. Betzy Christiane Elise Honnens (ca. 1867 i Ribe)
3. Juliane Marie Honnens (ca. 1869 i Ribe)